# Trathala obesa
Trathala obesa là một loài tò vò trong họ Ichneumonidae.